# Marie Tereza Neapolsko-Sicilská
Marie Tereza Neapolsko-Sicilská (6. červen 1772 Neapol – 13. duben 1807 Vídeň) se v roce 1790 provdala za rakouského arcivévodu Františka a o dva roky později, v roce 1792, se po jeho boku stala císařovnou Svaté říše římské, českou a uherskou královnou.

## Původ
Marie Tereza byla nejstarší dcerou neapolsko-sicilského krále Ferdinanda I. z rodu Bourbon-Obojí Sicílie (1751–1825) a jeho manželky Marie Karolíny Habsbursko-Lotrinské (1752–1814) (dcera Marie Terezie).
Vyrůstala v početné rodině, do jejího sňatku se narodilo dalších 15 sourozenců, z nichž však většina zemřela v dětském věku.

## Sňatek s Františkem I.
Dne 15. srpna 1790 se v Neapoli konala svatba per procurationem obou starších dcer krále Ferdinanda I. s jejich bratranci, syny císaře Svaté říše římské Leopolda II. a jeho manželky Marie Ludoviky. Mladí manželé byli nejbližšími příbuznými, protože nevěstina matka Marie Karolína a ženichův otec Leopold II. byli sourozenci, stejně jako nevěstin otec Ferdinand I. a ženichova matka Marie Ludovika.
Luisa Maria se provdala za toskánského velkovévodu Ferdinanda III. a Marie Tereza za rakouského arcivévodu Františka. Po náhlé smrti císaře Leopolda II. v roce 1792 se František stal novým císařem Svaté říše římské jako František II.

## Císařovna
Uherská korunovace Františka a jeho manželky se konala v červnu 1792. O měsíc později 14. července byl František korunován císařem. Poté se manželský pár přesunul do Prahy, kde byl 9. srpna korunován František a tři dny na to, 11. srpna 1792, proběhla korunovace české královny.
Nová císařovna si plnými doušky užívala společenského života a veselí, které jí nové postavení přinášelo, stejně jako kdysi její teta Marie Antoinetta. Pořádala večírky, divadelní představení, ve kterých sama vystupovala, a jen málo dbala rad své matky, která se dceru snažila mírnit v jejich výstřelcích.
Marie Tereza zemřela krátce po porodu své poslední dcery Amálie Terezy 13. dubna 1807.

## Potomci

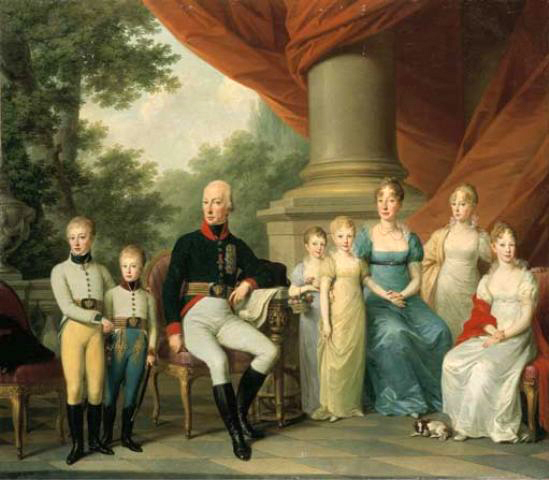
Císařská rodina

Marie Tereza porodila svému muži dvanáct dětí, z nichž se sedm dožilo dospělosti. Oba synové, jak následník Ferdinand, tak jeho bratr František Karel, byli vývojově zaostalí, starší z nich navíc trpěl těžkou formou epilepsie.
Všechny ostatní přeživší děti se nevyznačovaly přílišnou inteligencí. Dnes jsou známější především dvě starší děti, francouzská císařovna Marie Luisa a rakouský císař Ferdinand V., a v Brazílii pak bývalá císařovna Marie Leopoldina.

- - Marie Luisa (12. prosince 1791 – 17. prosince 1847), císařovna francouzská, vévodkyně z Parmy, Piacenzy a Guastally,
⚭ 1810 Napoleon I. Bonaparte (15. srpna 1769 – 5. května 1821), vojevůdce a státník, francouzský císař v letech 1804–1814 a poté sto dní na přelomu jara a léta 1815
⚭ 1821 Adam Albert Neipperg (8. dubna 1775 – 22. února 1829), generál, hrabě z Neippergu
⚭ 1834 Charles-René de Bombelles (6. listopadu 1785 – 30. května 1856), hrabě, diplomat, nejvyšší hofmistr císařského dvora v Parmě
  - Ferdinand I. Dobrotivý (19. dubna 1793 – 29. června 1875), rakouský císař v letech 1835–1848, král uherský a český, markrabě moravský, ⚭ 1831 Marie Anna Savojská (19. září 1803 – 4. května 1884)
  - Karolína Leopoldina (8. června 1794 – 16. března 1795), rakouská arcivévodkyně
  - Karolína Luisa (22. prosince 1795 – 30. června 1797), rakouská arcivévodkyně
  - Marie Leopoldina (22. ledna 1797 – 11. prosince 1826), ⚭ 1817 Petr I. Brazilský (12. října 1798 – 24. září 1834), v letech 1822 až 1831 brazilský císař a v roce 1826 také nakrátko král portugalský
  - Marie Klementina (1. března 1798 – 3. září 1881), ⚭ 1818 Leopold Bourbonsko-Sicilský (2. července 1790 – 10. března 1851), syn krále Ferdinanda I. Neapolsko-Sicilského a Marie Karolíny Habsbursko-Lotrinské
  - Josef František (9. dubna 1799 – 30. června 1807), rakouský arcivévoda
  - Karolína Ferdinanda (8. dubna 1801 – 22. května 1832), ⚭ 1819 Fridrich August II. (18. května 1797 – 9. srpna 1854), saský král od roku 1836 až do své smrti
  - František Karel (17. prosince 1802 – 8. března 1878), rakouský arcivévoda ⚭ 1824 Žofie Frederika Bavorská (27. ledna 1805 – 28. května 1872), dcera krále Maximiliána I. Bavorského
  - Marie Anna (8. června 1804 – 28. prosince 1858), rakouská arcivévodkyně, svobodná a bezdětná
  - Jan Nepomuk (30. srpna 1805 – 19. února 1809), rakouský arcivévoda
  - Amálie Terezie (*/† 1807), rakouská arcivévodkyně

## Vývod z předků
|                                 |                                             |  |                    |                                          |  |  |  |  |  |  |  | Ludvík Francouzský |
|                                 |                                             |  |                    |                                          |  |  |  |  |  |  |  |                    |
|                                 | Filip V. Španělský                          |  |                    |                                          |  |  |  |  |  |  |  |                    |
|                                 |                                             |  |                    |                                          |  |  |  |  |  |  |  |                    |
|                                 |                                             |  |                    | Marie Anna Bavorská                      |  |  |  |  |  |  |  |                    |
|                                 |                                             |  |                    |                                          |  |  |  |  |  |  |  |                    |
|                                 | Karel III. Španělský                        |  |                    |                                          |  |  |  |  |  |  |  |                    |
|                                 |                                             |  |                    |                                          |  |  |  |  |  |  |  |                    |
|                                 |                                             |  |                    | Eduard Parmský                           |  |  |  |  |  |  |  |                    |
|                                 |                                             |  |                    |                                          |  |  |  |  |  |  |  |                    |
|                                 | Alžběta Parmská                             |  |                    |                                          |  |  |  |  |  |  |  |                    |
|                                 |                                             |  |                    |                                          |  |  |  |  |  |  |  |                    |
|                                 |                                             |  |                    | Dorotea Žofie Falcko-Neuburská           |  |  |  |  |  |  |  |                    |
|                                 |                                             |  |                    |                                          |  |  |  |  |  |  |  |                    |
|                                 | Ferdinand I. Neapolsko-Sicilský             |  |                    |                                          |  |  |  |  |  |  |  |                    |
|                                 |                                             |  |                    |                                          |  |  |  |  |  |  |  |                    |
|                                 |                                             |  |                    | August II. Silný                         |  |  |  |  |  |  |  |                    |
|                                 |                                             |  |                    |                                          |  |  |  |  |  |  |  |                    |
|                                 | August III. Polský                          |  |                    |                                          |  |  |  |  |  |  |  |                    |
|                                 |                                             |  |                    |                                          |  |  |  |  |  |  |  |                    |
|                                 |                                             |  |                    | Kristýna Eberhardýna Hohenzollernská     |  |  |  |  |  |  |  |                    |
|                                 |                                             |  |                    |                                          |  |  |  |  |  |  |  |                    |
|                                 | Marie Amálie Saská                          |  |                    |                                          |  |  |  |  |  |  |  |                    |
|                                 |                                             |  |                    |                                          |  |  |  |  |  |  |  |                    |
|                                 |                                             |  |                    | Josef I. Habsburský                      |  |  |  |  |  |  |  |                    |
|                                 |                                             |  |                    |                                          |  |  |  |  |  |  |  |                    |
|                                 | Marie Josefa Habsburská                     |  |                    |                                          |  |  |  |  |  |  |  |                    |
|                                 |                                             |  |                    |                                          |  |  |  |  |  |  |  |                    |
|                                 |                                             |  |                    | Amálie Vilemína Brunšvicko-Lüneburská    |  |  |  |  |  |  |  |                    |
|                                 |                                             |  |                    |                                          |  |  |  |  |  |  |  |                    |
| Marie Tereza Neapolsko-Sicilská |                                             |  |                    |                                          |  |  |  |  |  |  |  |                    |
|                                 |                                             |  |                    |                                          |  |  |  |  |  |  |  |                    |
|                                 |                                             |  | Karel V. Lotrinský |                                          |  |  |  |  |  |  |  |                    |
|                                 |                                             |  |                    |                                          |  |  |  |  |  |  |  |                    |
|                                 | Leopold Josef Lotrinský                     |  |                    |                                          |  |  |  |  |  |  |  |                    |
|                                 |                                             |  |                    |                                          |  |  |  |  |  |  |  |                    |
|                                 |                                             |  |                    | Eleonora Marie Josefa Habsburská         |  |  |  |  |  |  |  |                    |
|                                 |                                             |  |                    |                                          |  |  |  |  |  |  |  |                    |
|                                 | František I. Štěpán Lotrinský               |  |                    |                                          |  |  |  |  |  |  |  |                    |
|                                 |                                             |  |                    |                                          |  |  |  |  |  |  |  |                    |
|                                 |                                             |  |                    | Filip I. Orléanský                       |  |  |  |  |  |  |  |                    |
|                                 |                                             |  |                    |                                          |  |  |  |  |  |  |  |                    |
|                                 | Alžběta Charlotta Orléanská                 |  |                    |                                          |  |  |  |  |  |  |  |                    |
|                                 |                                             |  |                    |                                          |  |  |  |  |  |  |  |                    |
|                                 |                                             |  |                    | Alžběta Šarlota Falcká                   |  |  |  |  |  |  |  |                    |
|                                 |                                             |  |                    |                                          |  |  |  |  |  |  |  |                    |
|                                 | Marie Karolína Habsbursko-Lotrinská         |  |                    |                                          |  |  |  |  |  |  |  |                    |
|                                 |                                             |  |                    |                                          |  |  |  |  |  |  |  |                    |
|                                 |                                             |  |                    | Leopold I.                               |  |  |  |  |  |  |  |                    |
|                                 |                                             |  |                    |                                          |  |  |  |  |  |  |  |                    |
|                                 | Karel VI.                                   |  |                    |                                          |  |  |  |  |  |  |  |                    |
|                                 |                                             |  |                    |                                          |  |  |  |  |  |  |  |                    |
|                                 |                                             |  |                    | Eleonora Magdalena Falcko-Neuburská      |  |  |  |  |  |  |  |                    |
|                                 |                                             |  |                    |                                          |  |  |  |  |  |  |  |                    |
|                                 | Marie Terezie                               |  |                    |                                          |  |  |  |  |  |  |  |                    |
|                                 |                                             |  |                    |                                          |  |  |  |  |  |  |  |                    |
|                                 |                                             |  |                    | Ludvík Rudolf Brunšvicko-Wolfenbüttelský |  |  |  |  |  |  |  |                    |
|                                 |                                             |  |                    |                                          |  |  |  |  |  |  |  |                    |
|                                 | Alžběta Kristýna Brunšvicko-Wolfenbüttelská |  |                    |                                          |  |  |  |  |  |  |  |                    |
|                                 |                                             |  |                    |                                          |  |  |  |  |  |  |  |                    |
|                                 |                                             |  |                    | Kristýna Luisa Öttingenská               |  |  |  |  |  |  |  |                    |
|                                 |                                             |  |                    |                                          |  |  |  |  |  |  |  |                    |

## Tituly a oslovení
- 6. června 1772 – 15. září 1790: Její Královská Výsost princezna Marie Tereza Neapolsko-Sicilská
- 15. září 1790 – 1. března 1792: Její Královská Výsost arcivévodkyně
- 1. března 1792 – 11. srpna 1804: Její Císařské Veličenstvo císařovna Svaté říše římské, královna německá, uherská a česká
- 11. srpna 1804 – 6. srpna 1806: Její Císařské a Královské apoštolské Veličenstvo císařovna Svaté říše římské, císařovna rakouská, královna německá, uherská a česká
- 6. srpna 1806 – 13. dubna 1807: Její Císařské a Královské apoštolské Veličenstvo císařovna rakouská, královna uherská a česká